# センジュナマコ
センジュナマコ（千手海鼠、学名：Scotoplanes globosa）は深海性のナマコの一種である。

## 概説
体長は約8cmほどの小形のナマコであるセンジュナマコは脚のようにみえる大きな管足を持ち、それを収縮させることで歩行を行う。この脚と、大きく太った見た目から sea pig（海の豚）とも呼ばれ、和名の由来の「千手」とは、管足の動きを千手観音に見立てて名付けられた。胴体の前後には、体長並みに長い二対の触手が付いているが、これの役割はよく判っていない。
餌は主に深海の砂泥の中に含まれる微生物や、生物の遺体の欠片、蓄積したマリンスノーなどを食べ、それを栄養源にした後糞をし、そうして深海底の環境を保つと云われる。

## 分布
世界中の深海底に広く分布し、大西洋・太平洋・インド洋の深海平原、深さ3000～6000メートルに生息するが、水温が低い北方海域では水深数百メートルの浅い場所にも現れる時がある。
更に水深が深くなる6000m以深の超深海では、変わって近縁種のクマナマコが代置種になるといわれる。